# 大絲鼠鱈
大絲鼠鱈（学名：Gadomus magnifilis），又名鱈魚，为輻鰭魚綱鱈形目鼠尾鱈科鼠鱈屬下的一个种，為深海底棲性魚類，分布於中西太平洋菲律賓海域，深度929-1281公尺，棲息在底層水域，生活習性不明。